# بالاستنی کوریر
بالاستنی کوریر (به لاتین: Ballastny Kuryer) یک منطقهٔ مسکونی در روسیه است که در سرزمین آلتای واقع شده‌است.